# Domingo Estanislao de Luaces
Domingo Estanislao de Luaces, militar originario de Montevideo estuvo al frente infantería española en el Combate de Martín García (1814).  Arribó a México como coronel del regimiento Zaragoza, en la expedición que estaba al frente de Pascual Liñan. Al final del proceso de Independencia de México fue de los primeros militares realistas en cambiar de bando y unirse al Ejército Trigarante. Alcanzó el grado de General de División. El 12 de octubre de 1821 fue designado Capitán General de la Provincias de Veracruz, Puebla, Oaxaca y Tabasco. Durante la segunda Regencia de Agustín de Iturbide fue intendente de Puebla y la gobernó desde finales de 1821 hasta el 28 de julio de 1822 cuando muere en la ciudad de Puebla, siendo sepultado en la capilla de Guadalupe de la Catedral de Puebla.